# Glossodoris pallida
Glossodoris pallida (Rüppell & Leuckart, 1828) è un mollusco nudibranchio della famiglia Chromodorididae.

## Biologia
Si nutre della spugna Hyrtios erectus.